# Samuel Hocevar
Samuel »Sam« Hocevar, francoski računalnikar in programer, * 5. avgust 1978. 
Hocevar je bivši vodja projekta Debian GNU/Linux . Vodil ga je od 17. aprila, 2007 do 16. aprila, 2008. Nasledil ga je Steve McIntyre. Samuelovi predniki izvirajo iz Slovenije.
Diplomiral je leta 2002 na École centrale Paris, kjer se je specializiral na področje elektro-mehaničnih sistemov. V letih 2005-2006 je bil član Francoske Wikimedie. Živi in dela v Parizu.
Znan je po svojih prispevkih k projektoma Debian in VideoLAN, pri kateremu je prispeval večino programske kode, predvsem za program VLC media player.